# Titularbistum Carystus
Carystus (it.: Caristo) ist ein Titularbistum der römisch-katholischen Kirche.
Es geht zurück auf ein früheres Bistum des griechischen Orts Karystos, das ein Suffraganbistum von Korinth war.
| Titularbischöfe von Carystus |                                                  |                                                        |                    |                    |
| Nr.                          | Name                                             | Amt                                                    | von                | bis                |
| 1                            | Miguel González Bobela                           | Weihbischof in Toledo (Spanien)                        | 4. März 1771       | November 1775      |
| 2                            | José Carrión y Marfil                            | Weihbischof in Santafé en Nueva Granada (Kolumbien)    | 25. Juni 1784      | 18. Dezember 1786  |
| 3                            | Atanasio Puyal Poveda                            | Weihbischof in Toledo (Spanien)                        | 21. Juni 1790      | 26. September 1804 |
| 4                            | Francesco Ridolfi                                |                                                        | 14. April 1817     | 19. September 1819 |
| 5                            | Pierre-Marie Cottret                             |                                                        | 3. Mai 1824        | 27. Dezember 1837  |
| 6                            | Józef Joachim Goldtman                           | Weihbischof in Włocławek (Polen)                       | 17. September 1838 | 25. Jan 1844       |
| 7                            | Ignacy Hołowinski Titularerzbischof pro hac vice | Koadjutorerzbischof von Minsk-Mahiljou (heute Belarus) | 1848               | 1851               |
| 8                            | Giuseppe Cardoni                                 | Präsident der Päpstlichen Diplomatenakademie           | 21. September 1852 | 21. Dezember 1863  |
| 9                            | Emmanuele Francesco Barrutia y Croquer           | Weihbischof in Guatemala (Guatemala)                   | 27. März 1865      |                    |
| 10                           | Giuseppe D’Annibale                              | Kurienbischof                                          | 12. August 1881    | 11. Februar 1889   |
| 11                           | Giovanni Jannoni                                 | Weihbischof in Velletri (Italien)                      | 30. Dezember 1889  |                    |
| 12                           | Giovanni Graziani                                |                                                        | 30. Mai 1905       | 19. August 1906    |
| 13                           | Pacificio Fiorani                                | Weihbischof in Sabina (Italien)                        | 15. April 1907     | 25. Juli 1908      |
| 14                           | Pietro La Fontaine                               | Kurienbischof                                          | 1. April 1910      | 5. März 1915       |
| 15                           | Paul-Gason Laerrine d’Hautpoul                   | Kurienbischof                                          | 14. Juni 1915      | 24. November 1991  |
| 16                           | Aloisius Versiglia SDB                           | Apostolischer Vikar von Shiuchow (Republik China)      | 22. April 1920     | 25. Februar 1930   |
| 17                           | Ignazio Canazei SDB                              | Apostolischer Vikar von Shiuchow (Republik China)      | 23. Juli 1930      | 11. April 1946     |
| 18                           | Federico Pérez Silva CM                          | Weihbischof in Lima (Peru)                             | 20. September 1946 | 1953               |
| 19                           | Firmin Courtemanche MAfr                         | Apostolischer Vikar von Chipata (Sambia)               | 7. Mai 1953        | 25. April 1959     |
| 20                           | Johannes Lenhardt                                | Weihbischof in Bamberg (Deutschland)                   | 13. Juni 1959      | 21. April 1966     |